# Petropedetes cameronensis
Petropedetes cameronensis é uma espécie de anfíbio da família Petropedetidae.
Pode ser encontrada nos seguintes países: Camarões, Guiné Equatorial e Nigéria.
Os seus habitats naturais são: florestas subtropicais ou tropicais húmidas de baixa altitude, rios e áreas rochosas.
Está ameaçada por perda de habitat.